# Square Adolphe-et-Jean-Chérioux
Pour les articles homonymes, voir Chérioux.
Le square Adolphe-et-Jean-Chérioux est un square du 15e arrondissement de Paris.

## Situation et accès
Le square Adolphe-et-Jean-Chérioux occupe tout l’espace entre la rue de Vaugirard et la rue Blomet, au niveau de la place Adolphe-Chérioux, juste à côté de la mairie du 15e arrondissement de Paris.
Il forme un rectangle très allongé.

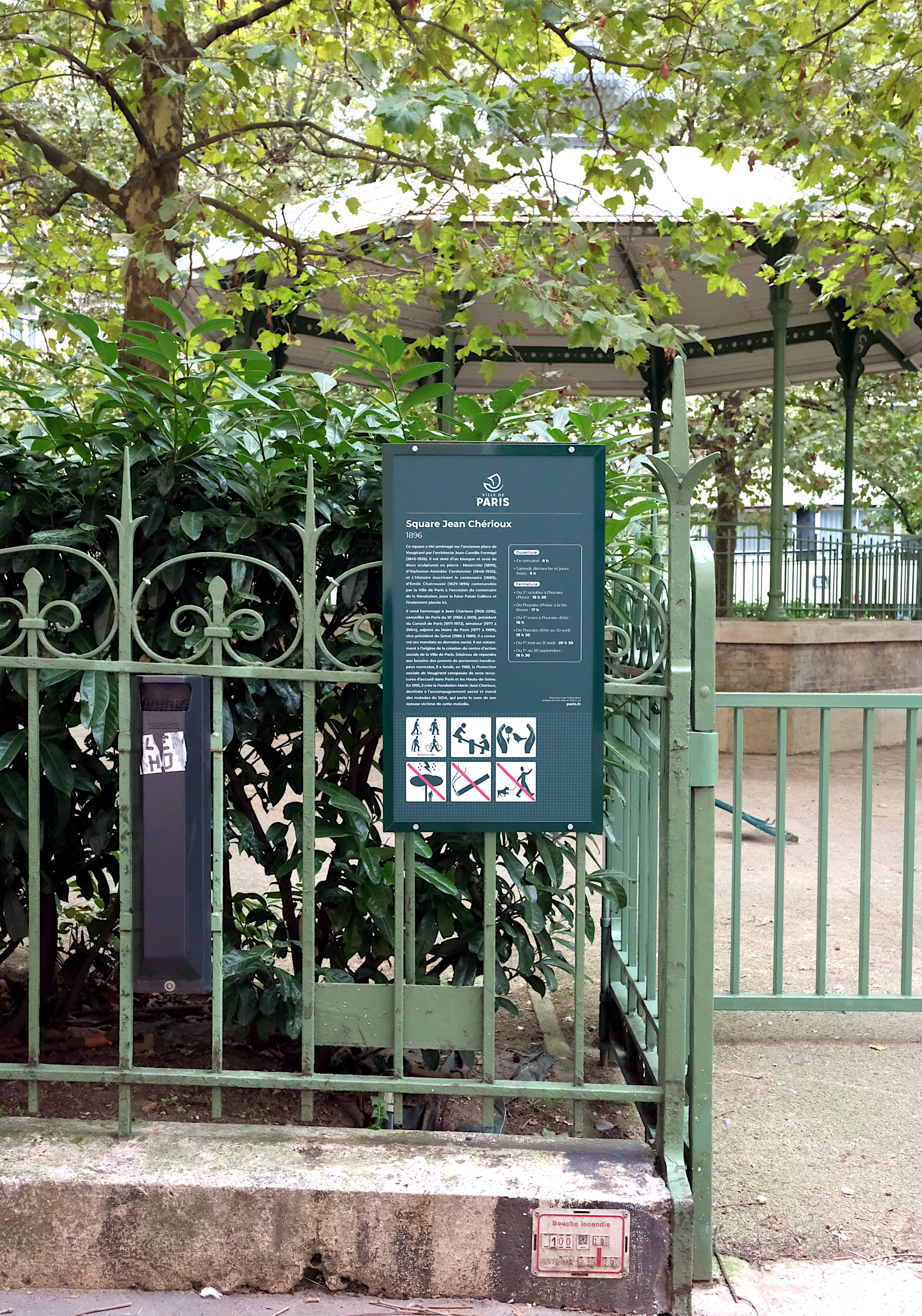
Une des entrées du square.
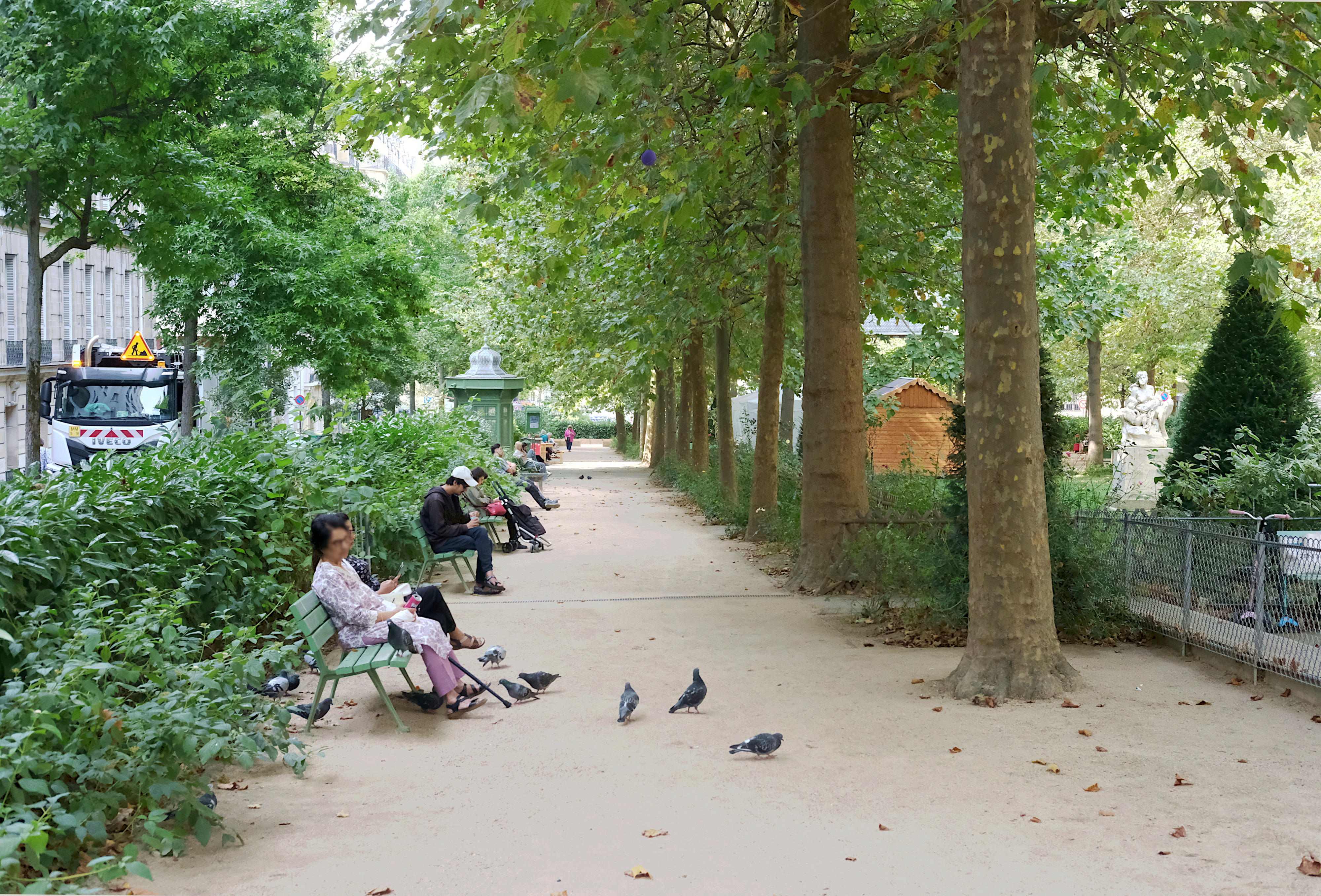
Une allée.

Ce site est desservi par la ligne 12 à la station de métro Vaugirard.

## Origine du nom
Il rend hommage au conseiller municipal Adolphe Chérioux (1857-1934), élu de l’arrondissement et à son petit-fils et homme politique Jean Chérioux (1928-2016).

## Historique

### 1896
Ce square, œuvre de l’architecte Jean-Camille Formigé (1845-1926). 
Il s’orne de deux statues en pierre :
- la Maternité, d’Alphonse-Amédée Cordonnier (1848-1930) ;
- l’Histoire inscrivant le centenaire d’Émile-François Chatrousse (1829-1896).

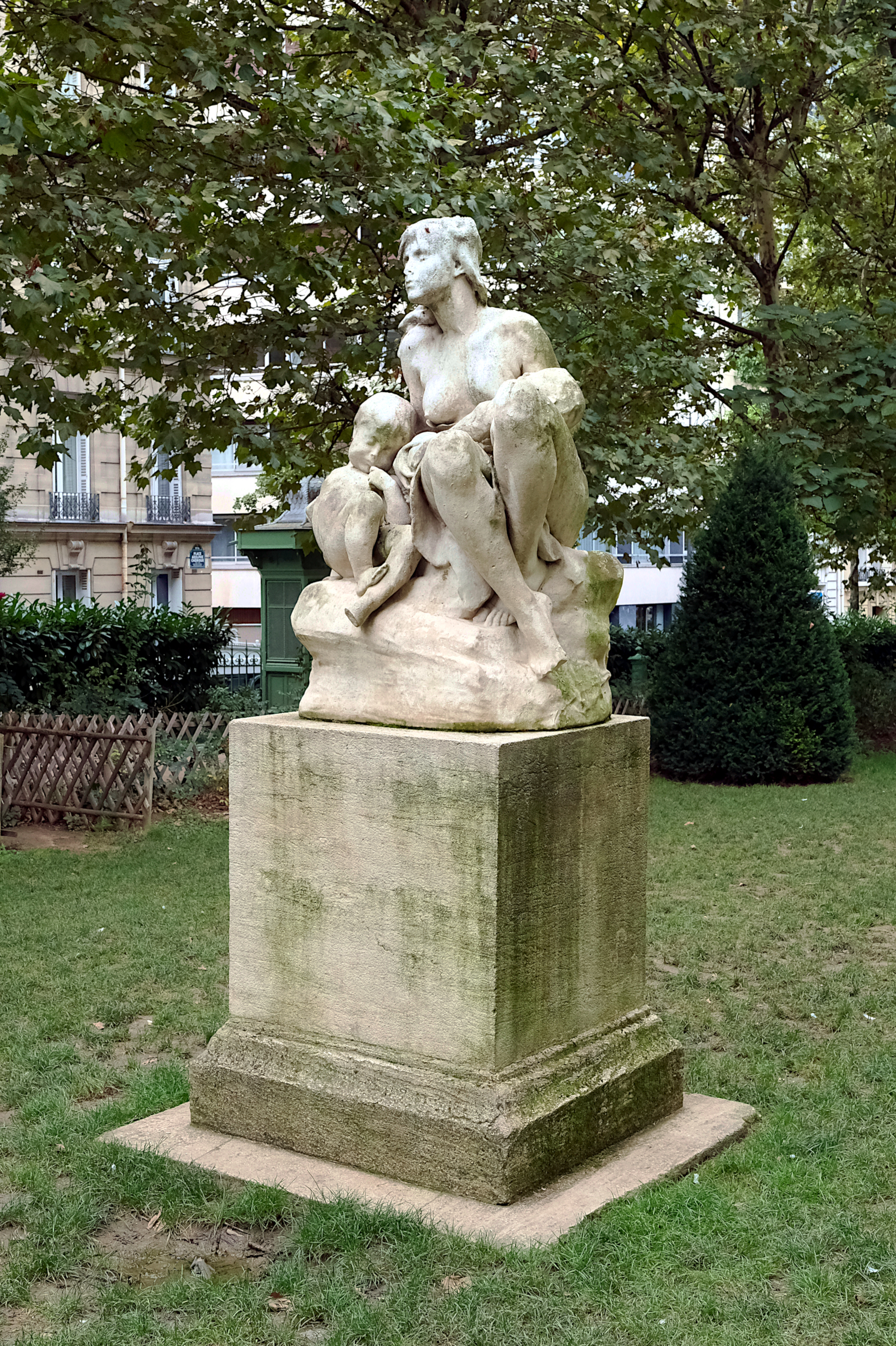
La Maternité.
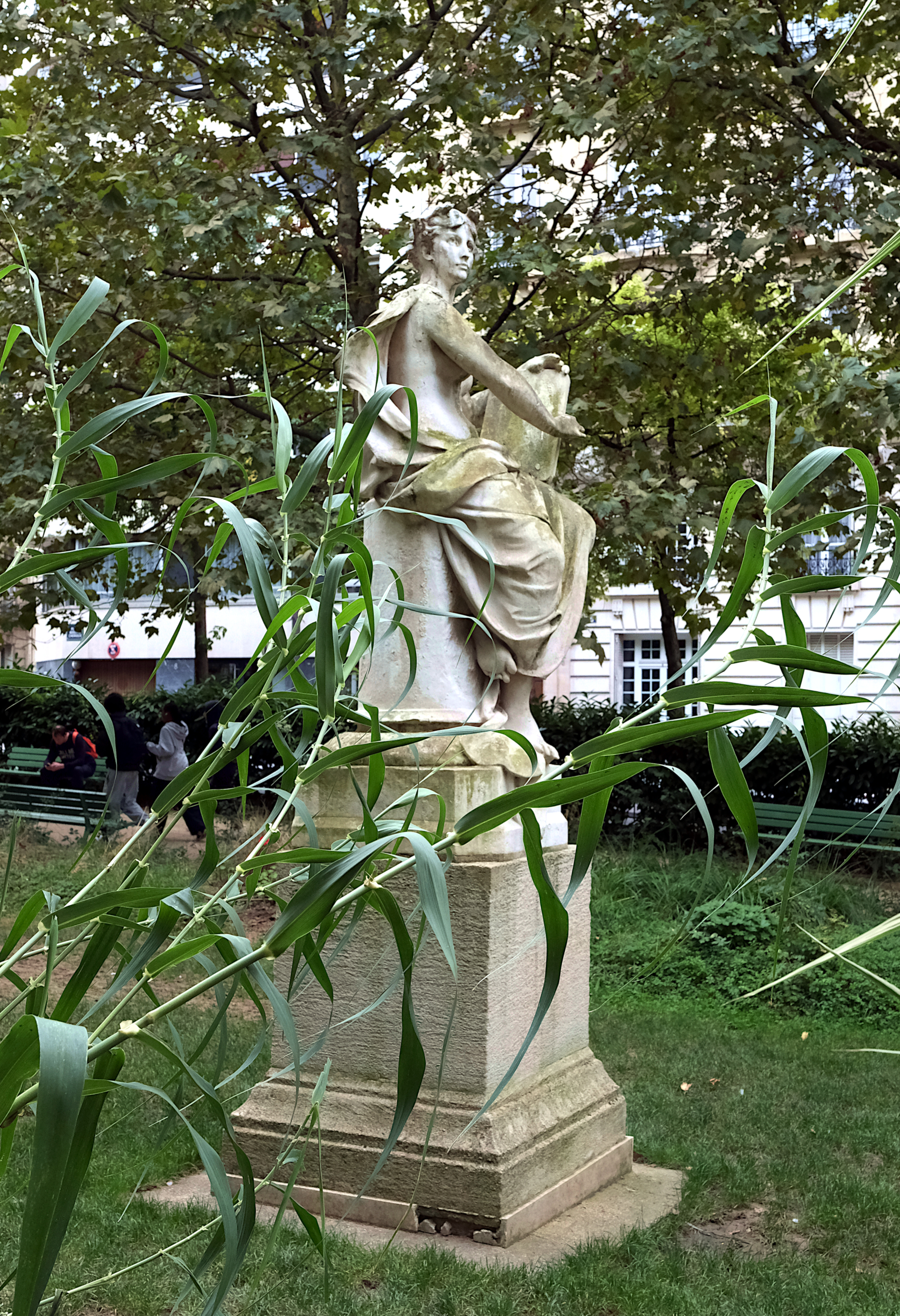
L’Histoire inscrivant le centenaire.

### 2016
Le square est renommé « square Adolphe-et-Jean-Chérioux », pour rendre également hommage à son petit-fils Jean Chérioux (1928-2016), mort récemment.

## Activités

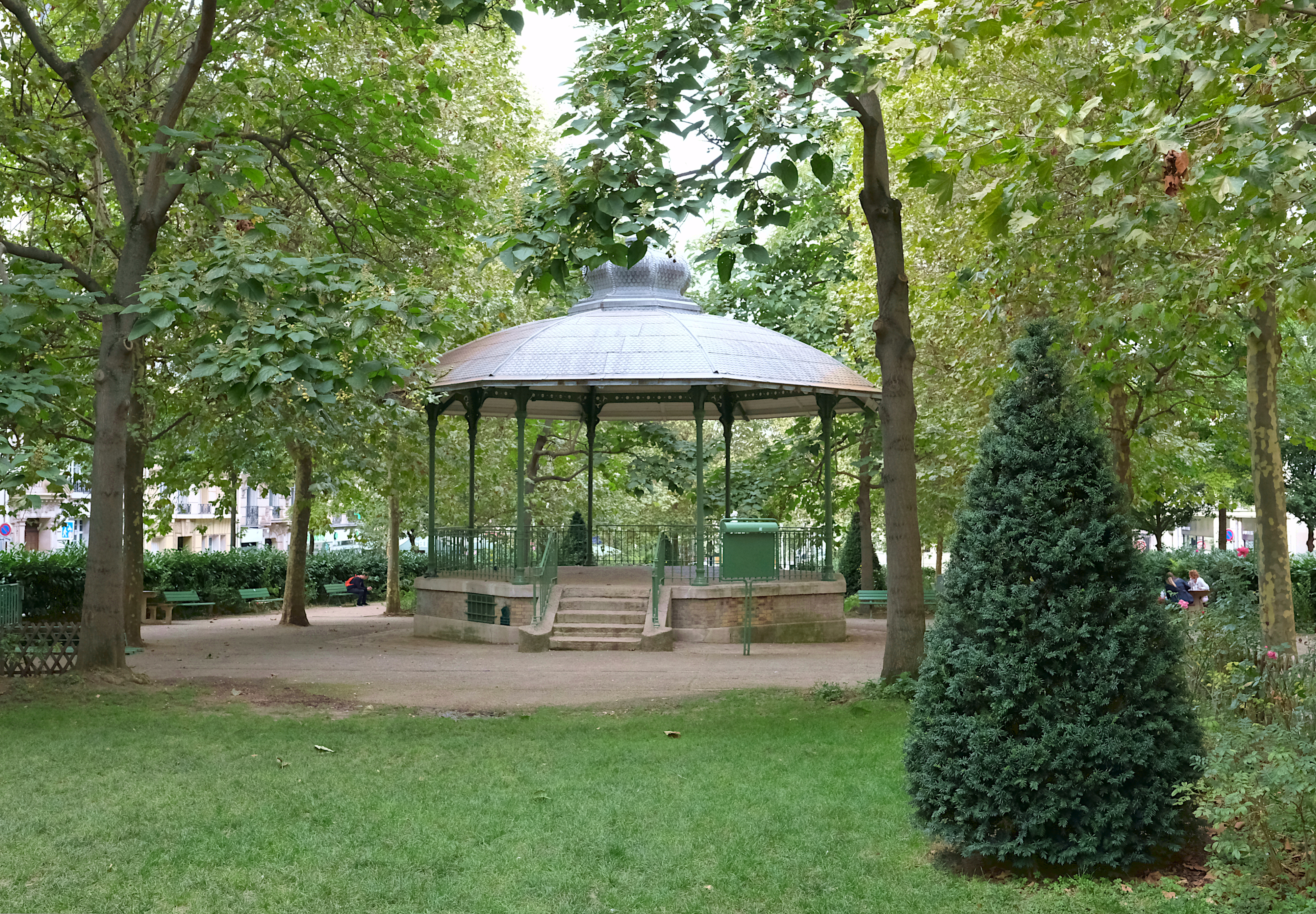
Kiosque à musique au milieu du square.

Il est équipé d’un kiosque à musique.